# Fritz-Ivar Virgin
Fritz-Ivar Christian Virgin, född 17 juni 1903 i Hedvig Eleonora församling, Stockholm, död  8 juli 1984 i Engelbrekts församling i samma stad, var en svensk officer i armén. Fritz-Ivar Virgin var son till den tidigare flygvapenchefen, Eric Virgin.

## Biografi
Virgin avlade officersexamen 1924. År 1937 blev han kapten vid generalstaben samt mobiliseringsofficer vid III. arméfördelningen i Skövde. År 1942 blev han major vid Helsinge regemente (I 14). År 1943 var han åter placerad vid generalstaben som stabschef vid III. arméfördelningen, vilket hade övergått till III. militärområdet. År 1946 blev han överstelöjtnant vid Norrbottens regemente (I 19). Åren 1950–1954 var han chef för Arméns underofficersskola. År 1951 befordrades han till överste och 1954 blev han försvarsområdesbefälhavare för Uppsala försvarsområde och Västerås försvarsområde (Fo 47/48). År 1956 tillträdde Virgin som regementschef för Södermanlands regemente (P 3), vilket 1957 blev Södermanlands regemente (I 10). År 1963 blev regementet Södermanlands regemente (P 10). Virgin avgick samma år.
Virgin var FN-inspektör i Egypten och Kongo åren 1960, 1961 och 1962.
År 1927 gifte sig Virgin med Barbro Walldén.

## Utmärkelser
- Riddare av Svärdsorden, 1943.[2]
- Kommendör av Svärdsorden, 23 november 1955.[3]
- Kommendör av första klass av Svärdsorden, 6 juni 1959.[4]